# کوه باندای
کوه باندای (به ژاپنی: 磐梯山 Bandai-san) یا آزوما کوفوجی یکی از کوه‌های استان فوکوشیما در ژاپن است. نام این کوه در کتاب فهرست صد کوه معروف ژاپن آمده‌است. ارتفاع آن ۱۸۱۹ متر است. آخرین فوران این کوه در سال ۱۸۸۸ میلادی یکی از مصائب طبیعی بزرگ از دوره میجی تا به حال به حساب می‌آید و در طی آن ۴۷۷ نفر کشته شدند. در این کوه چندین معبد بزرگ قرار داشته و از نظر اعتقاداتی و مذهبی دارای موقعیت ویژه‌ای است.